# Henrietta Lacks
Henrietta Lacks (ngày 1 tháng 8 năm 1920 – ngày 4 tháng 10 năm 1951) là một người phụ nữ người Mỹ gốc Phi, làm nghề trồng thuốc lá ở Roanoke, Virginia. Người đã vô ý hiến các tế bào (dòng tế bào HeLa
) và đã được nuôi cấy bởi George Otto Gey để tạo ra dòng tế bào bất tử phục vụ cho nghiên cứu y khoa. Sau khi sinh người con thứ năm, bà bị phát hiện ung thư cổ tử cung và được chữa trị tại Bệnh viện Johns Hopkins do nạn phân biệt chủng tộc trong khu vực nên chỉ có bệnh viện này nhận chữa trị cho người da đen. Cô đã qua đời vào ngày 4 tháng 10 năm 1951. Các tế bào được trích từ Henrietta Lacks đã chuyển đi khắp Hoa Kỳ và sau đó là khắp thế giới và đến năm 1960 đã được đưa vào vũ trụ. Tế bào của Herrieta Lacks đã được sử dụng để thực hiện các cuộc thí nghiệm bào chế vaccine bệnh bại liệt, SARS, nghiên cứu cách thức chống AIDS, tác động của phóng xạ và chất độc lên tế bào, lập bản đồ gene, chế ra thuốc chống cúm, bệnh lậu. Cũng nhờ dòng tế bào HeLa, các nhà khoa học cũng phát hiện ra bệnh ung thư cổ tử cung do virus papillomavirus. 
Đến thời điểm ngày 1 tháng 8 năm 2011, những tế bào của Herrietta cấy từ 60 năm trước đó có tổng trọng lượng 50 triệu tấn.

## Tiểu sử

### Thời trẻ
Henrietta Lacks, tên lúc sinh là Loretta Pleasant, sinh ngày 1 tháng 8 năm 1920 ở Roanoke, Virginia, mẹ là Eliza (1886–1924) và cha là John Randall Pleasant I (1881–1969). Gia đình cô không rõ tên cô đã thay đổi như thế nào từ Loretta thành Henrietta; với tên hiệu là Hennie. Mẹ cô, Eliza, đã qua đời khi sinh người con thứ 10 vào năm 1924. Cha của Henrietta không thể nuôi hết tất cả những người con của mình nên đã đưa chúng đến Clover và chuyển những đứa con của mình cho các người thân. Henrietta sống với ông nội, Tommy Lacks.